# Jan Knebl
Jan Knebl, narozen jako Knebel, (31. prosince 1866 Trojanovice - 22. listopadu 1962 Frenštát pod Radhoštěm), byl moravský sochař, malíř a etnograf.

## Život
Narodil se v Trojanovicích v rodině pasekáře Františka Knebela a jeho ženy Pavlíny roz. Žárské. Po absolvování základního vzdělání pokračoval ve studiu v letech 1883–1887 na Odborné škole pro zpracování dřeva ve Valašském Meziříčí a následně rok pracoval u sochaře Pohlnera ve Dvorcích. Další studium absolvoval v letech 1888–1889 na Uměleckoprůmyslové škole ve Vídni u prof. O. Königa a poté se školil v letech 1890–1891 na kamenické škole ve Znojmě. Další vzdělání absolvoval v letech 1891–1893 u prof. Szabó na akademii výtvarných umění v Budapešti a po studiích se usadil ve Frenštátě, kde tvořil plastiky, busty a plakety, přičemž čerpal náměty pro svá díla z valašských motivů. Obsáhlé je rovněž i jeho dílo malířské a grafické, v němž se věnoval figurálním a krajinářským tématům rodného kraje a v obsáhlých kompozicích zachycoval život Valašska. Od roku 1893 až do své smrti vystavoval na více než sto výstavách a byl členem mnoha výtvarných spolků, např. Spolku moravskoslezských výtvarníků v Moravské Ostravě, SČVU, Spolku výtvarných umělců Aleš a Sdružení výtvarných umělců moravských.
Jan Knebl zemřel ve Frenštátě pod Radhoštěm 22. listopadu 1962.
V Trojanovicích pod Radhoštěm má spolu se svými synovci, bratry Strnadlovými, památník, v němž jsou vystavena jeho díla.

## Dílo (výběr)

### Plastiky
- Spořivost ve Frenštátě
- Pieta v Bílovicích
- Věrnost v Trojanovicích
- Vděčnost v Janovicích

### Další díla
- Pomník Josefa Kaluse[6] ve Frenštátě pod Radhoštěm
- Pomník Dr. Jana Jandy[7] ve Frenštátě pod Radhoštěm
- Plaketa Radhošťské slavnosti (1931)
- Valašský betlém v Montgomery, USA
- Valašský betlém v kostele sv. Martina ve Frenštátě pod Radhoštěm

## Výstavy (výběr)

### Autorské
- 1951–1952 - Jan Knebl: Oleje, akvarely a kresby na téma Z lidu, k lidu a pro lid, Výstavní síň Okresní osvětové besedy, Frenštát pod Radhoštěm
- 1985 - Kulturní dům ROH, Frenštát pod Radhoštěm

### Společné
- 1936 - I. jarní Zlínský salon, Zlín
- 1946 - Český národ Rudé armádě
- 1995–1996 - Regionální umění ve sbírkách GVU v Ostravě (malba, plastika),Dům umění, Ostrava